# Bernier Bay
Bernier Bay är en vik i Kanada.   Den ligger i territoriet Nunavut, i den nordöstra delen av landet, 2 900 km norr om huvudstaden Ottawa.